# Mouzaïa (eau)
Pour les articles homonymes, voir Mouzaïa.
L'eau de Mouzaïa est une eau minérale naturellement gazeuse algérienne. Elle tire son nom de Mouzaia, sa ville de production située dans la wilaya de Blida.

## Production
La source a été découverte en 1925 par M. Leblanc (d’où l’ancienne appellation « source Leblanc ») et est exploitée industriellement à partir de 1949. L'entreprise est nationalisée en 1967 et rebaptisée Société nationale des eaux minérales algériennes (SNEMA).
En 2005, l'Entreprise de production des eaux minérales de Mouzaia (EPEMM) emploie 259 personnes à Mouzaia. Le site occupe une superficie de 86 250 m² et comporte de 5 lignes de production :
- une ligne d’eau minérale gazeuse en bouteilles. Naturellement gazeuse à la sortie de sa source elle est cependant enrichie en dioxyde de carbone lors de son conditionnement.
- une ligne de soda en bouteilles grand et petit modèle,
- une ligne de siroperie,
- une capsulerie de six presses,
- une ligne de PET.

Tous les produits sont actuellement conditionnés dans des bouteilles en verre et en plastique.